# Samotínský vánek
Samotínský vánek byl bylinný likér vyráběný podle vlastního receptu samotínským hostinským Emilem Tlustošem po druhé světové válce až do jeho úmrtí v roce 1988.
Likér býval oblíbený nejen mezi turisty, ale také mezi umělci. Mezi jeho obdivovatele patřil i Miloš Zeman  Recepturu Samotínského vánku pan Tlustoš nikdy neprozradil, chutnal jako becherovka a fernet dohromady. Po smrti Emila Tluštoše zůstala hospoda zavřená a likér už dále nikdo nevyráběl.